# Río Blanco (Hornopirén)
El río Blanco es un curso natural de agua de la Región de Los Lagos que nace en las laderas del volcán Hornopiren y tras corto trayecto desemboca en el canal Hornopiren.

## Trayecto
Tanto el mapa File:41-pto-montt-ancud-castro-MP0001339.pdf del Instituto Geográfico Militar de Chile (1945, 1:500.000) como el de Luis Risopatrón File:13-puerto-montt-ancud.jpg muestran al río Negro (Hornopiren) y al río Blanco (Hornopiren) desembocando juntos en el canal Hornopiren. Sin embargo, ambos ríos desembocan separados y entre ellos descansa el pueblo de Hornopirén, como lo muestra el mapa más actual  y también el mapa de localización a la izquierda.

## Caudal y régimen
La cuenca del río Blanco abarca 26.000 hétareas y es mayor que la del río Negro (Hornopirén).

## Historia
Risopatrón, que distingue entre el río y el estero Huequi, escribió en 1924 en su obra Diccionario Jeográfico de Chile:
Blanco (Río) 41° 58' 72° 25'. Es abundante de agua, con detritus blancos en suspensión, corre hacia el W i baña un valle húmedo, con terrenos apropiados para la cria de ganado vacuno solamente, salvo algunas faldas, en que se desarrolla mui bien la papa; se encorva al SW, en un bosque de alerces, arrastra grandes palizadas que conduce a su boca i obstruyen el desahue, en la parte N del canal Hornopiren. Es navegable por embarcaciones menores un pequeño trecho de su curso inferior. 1, i, p. 215; XXI, p. 28; i XXV, p. 377 i 378; i 156.